# Veitshöchheim
Veitshöchheim är en kommun och ort i Landkreis Würzburg i Regierungsbezirk Unterfranken i förbundslandet Bayern i Tyskland.  Kommunen har cirka 9 800 invånare.

## Vänorter
Veitshöchheim har följande vänorter:
- Geithain, Tyskland
- Greve in Chianti, Italien
- Pont-l'Évêque, Calvados, Frankrike
- Rotava, Tjeckien